# Acer clarnoense
Acer clarnoense — вимерлий вид клена, описаний із серії ізольованих викопних листків і самарів. Вид відомий з відкладень пізнього еоцену, відкритих у штаті Орегон у США. Це один із кількох вимерлих видів, які живуть у секції Macrantha.

## Опис
Листки Acer clarnoense мають просту структуру і, як правило, широко-яйцювату форму, з ідеально актинодромною структурою жилок, у яких первинні жилки починаються біля основи листової пластинки та виходять до краю. Листки неглибоко трилопатеві з бічними частками приблизно вдвічі меншими за серединну частку, а всі частки мають округлу трикутну форму. Листки мають п'ять основних жилок і мають загальні розміри від 3.1 до 5.0 сантиметрів у довжину та від 2.3 до 3.7 сантиметрів у ширину. Загальна морфологія A. clarnoense передбачає розміщення в секції Acer Macrantha. Самари A. clarnoense мають сплощений горішок. Загальна форма горішка трикутна з довжиною самар до 2.1 сантиметра і шириною крила 0.3 сантиметра. Парні самари цього виду мають крила з кутом прикріплення 60°.